# On Top of the World (Floride)
On Top of the World est une census-designated place du comté de Marion, dans l'État de Floride, aux États-Unis. En 2020, elle compte une population de 12 668 habitants.